# Jevgenyij Ivanovics Frolov
Jevgenyij Ivanovics Frolov (oroszul: Евгений Иванович Фролов; Malo-Kurilszkij, 1951. május 17. –) orosz berepülőpilóta.

## Élete és munkássága
A Szovjetunióban, a Szahalini terület egyik falujában, katonacsaládban született. Néhány évvel később a család Fehéroroszországba költözött. 1968-ban, a középiskola befejezése után a Minszki Műszaki Főiskolán folytatta tanulmányait. Ekkor kezdett el repülni a DOSZAAF minszki repülőklubjában Jak–18A típusú repülőgépen, mellette ejtőernyőzött is. A pilóta-tanfolyam befejezése után a repülőklub oktatója lett. 1971-ben bekerült a Szovjetunió műrepülő válogatottjába. Több nemzetközi versenyen ért el jó helyezéseket.
1981-től másfél évig a Szovjetunió Repülőgépipari Minisztériumának (MAP) Zsukovszkijban működő Berepülőpilóta Iskolájában (SLI) tanult, ahol, ahol több típusra, köztük Jak–40, Il–18, An–12 és Tu–16-os gépekre kapott kiképzést. A berepülő-tanfolyam elvégzése után, 1983-ban Mihail Szimonov főkonstruktőr hívására a Szuhoj tervezőiroda berepülőpilótája lett. Kezdetben a tervezőiroda sportrepülőgépeinek fejlesztésébe kapcsolódott be, de hamarosan a Szuhojnál sugárhajtású gépekkel is elkezdett repülni, először egy kétüléses Szu–17-el, majd a Szu–25-ös típussal. Előbbin kezdetben oktatóval repült, a Szu–25-ös vezetése viszont annyira egyszerű volt, hogy egymaga, oktató nélkül tanulta meg vezetni.
A Szuhoj-tervezőirodánál több mint 60 különféle típus és típusváltozat berepülésében és tesztelésében vett részt. Frolov emelkedett először a levegőbe és végezte el a teljes berepülési programot a Szu–26-os és Szu–29-es műrepülő gépekkel. A Szu–26-tal 1984. június 30-án, a Szu–29-cel 1991. augusztus 9-én végezte az első felszállást. A tervezőiroda sugárhajtású harci repülőgépei közül ő szállt fel elsőként a Szu–27SZM géppel 2001. július 27-én, valamint az első orosz változtatható tolóerő vektorú harci repülőgéppel, a Szu–37-el 1996. április 2-án. Frolov végezte a Szu–29KSZ műrepülőgéphez kifejlesztett SZKSZ–94 típusú katapultülés tesztjeit, mellyel több mint 20 katapultálást hajtott végre.
Frolov 1987-től rendszeres résztvevője volt a nagy nemzetközi repülő bemutatóknak, többen között a moszkvai MAKSZ-on, Le Bourget-ben, Farnborough-ban, ahol a Szuhoj-tervezőiroda típusaival (Szu–25, Szu–26, Szu–27, Szu–28, Szu–29, Szu–30, Szu–31, Szu–35, Szu–38 és SZ–80) hajtott végre bemutatókat.
Nevéhez fűződik egy szerencsés kimenetelű 1998-as baleset. Frolov egy Szu–37-essel, Igor Votyincev pedig egy Szu-30-cal hajtott végre interkontinentális repülést Dél-Amerikába, több közbülső leszállással. Az utolsó szakaszon Frolov gépének egyik hajtóműve egy nagy testű madarat szívott be. A hajtómű az ütközés ellenére tovább üzemelt és az ellenőrző műszerek sem jeleztek rendellenességet, csupán a pilótakabinba jutó égett szag árulkodott rendellenességről. A leszállás után derült fény a hajtómű sérülésére, melyben több kompresszorlapát elgörbült.
Jevgenyij Frolov pályafutása során négy repülési világrekordot állított fel. A Szu–27 rekord-repülésekre átalakított speciális változatával, a P–42-vel. A FAI C–1h kategóriában (12 000–16 000 kg közötti felszálló tömeg) vízszintes repülési módban 1988. április 1-jén 19 050 m-es magasságot, C–1i kategóriában (16 000–20 000 kg közötti felszálló tömeg) 1988. június 28-án 18 970 m-es magasságot ért el. Ugyancsak 1988-ban a FAI N-kategóriájában (rövid fel- és leszállási úthossz) két emelkedési rekordot (6000 m-re 37 másodperc, 9000 m-re 47 másodperc alatt emelkedett) állított fel.
A kobra-manővert először egy kétüléses Szu–27 gép hátsó (oktatói) ülésében, Viktor Pugacsovval hajtotta végre. Frolovról nevezték el a Frolov-csakra nevű műrepülő-figurát (más néven Kulbit-manőver), amely a Pugacsov-kobra továbbfejlesztett változata, egy igen szűk átmérőjű körön végrehajtott bukfenc. 1995-ben ő hajtott végre először egy Szu–35-ös géppel a horog-manővert, ami szintén a Pugacsov-kobra egyik továbbfejlesztett változata.
2002-ben megkapta az Oroszországi Föderáció Állami Díját.